# 도팽구

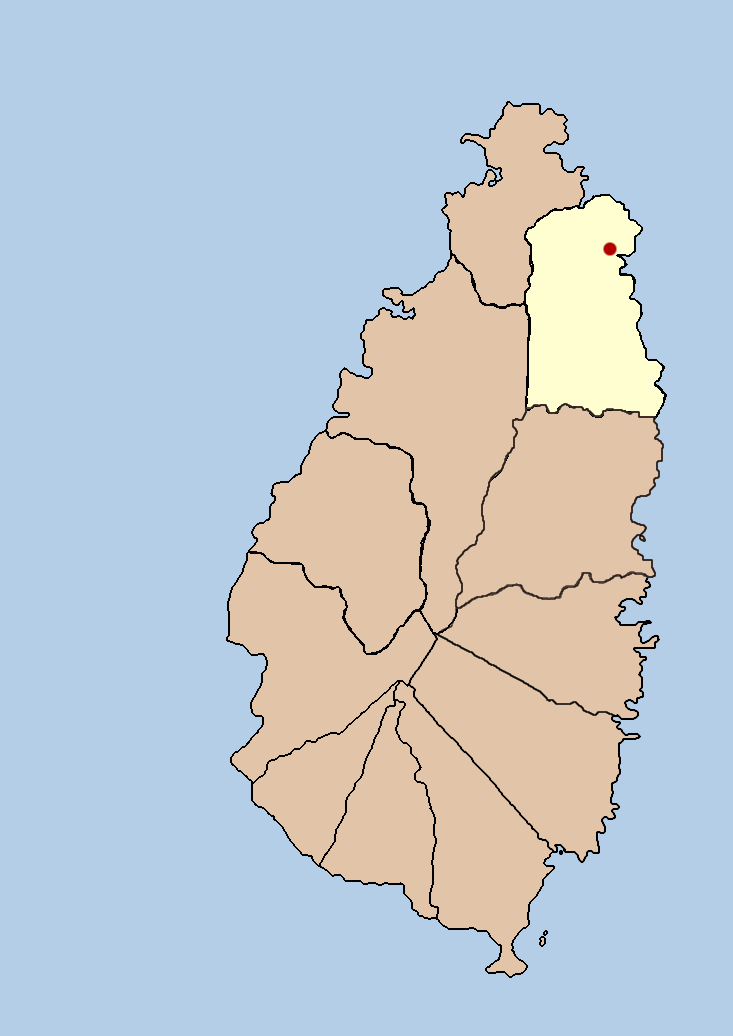
도팽 구의 위치

도팽구(영어: Dauphin Quarter)는 세인트루시아 북동부에 위치한 구이다.